# Euproctis inconspicua
Euproctis inconspicua är en fjärilsart som beskrevs av John Henry Leech 1899. Euproctis inconspicua ingår i släktet Euproctis och familjen tofsspinnare. Inga underarter finns listade i Catalogue of Life.